# Bacherplatz
Der Bacherplatz liegt im 5. Wiener Gemeindebezirk Margareten.

## Beschreibung
Der länglich-rechteckige Platz entstand durch Aussparung eines Häuserblocks, als im dritten Viertel des 19. Jahrhunderts das Stadtviertel südlich der Margaretenstraße angelegt wurde. Sein Name wurde 1871 vergeben und erinnert an den Gärtner und langjährigen Armenrat bzw. Armenbezirksdirektor Leopold Bacher.
Der Platz ist von Südwesten nach Nordosten ausgerichtet. Die Nummerierung beginnt im Südosten und verläuft im Uhrzeigersinn; während der Platz mit der südwestlichen Schmalseite bis an die Straßenecken Spengergasse/Arbeitergasse und Schwarzhorngasse/Spengergasse reicht, verläuft die nordöstliche Schmalseite entlang der Gartenfassade des Gebäudes Ramperstorffergasse 45. (Erkennbar ist das an den Hausnummern: die Nordostfront des Gebäudes hat die Adresse Castelligasse 25, gegenüber liegt Nr. 30; die Südwestfront hat die Anschrift Viktor-Christ-Gasse 24, gegenüber liegt Nr. 23.)
Der zentrale Teil des Platzes wird vom Bacherpark mit der Sportanlage Bacherplatz eingenommen. Auf ungefähr einem Drittel im Südwesten befindet sich derzeit (2025) die Baustelle der künftigen U-Bahn-Station Reinprechtsdorfer Straße des südlichen Astes der U-Bahn-Linie U2, der 2030 in Betrieb gehen soll.

## Verkehr
Durchzugsverkehr gibt es auf der südöstlichen Fahrbahn des Bacherplatzes und ihrer Verlängerung in der Arbeitergasse von und zur Ramperstorffergasse. Diese Verkehrsfläche ist Hauptstraße A. Hier verkehrt auch die städtische Autobuslinie 59A.
Die Fahrbahn an der südwestlichen Seite ist zurzeit (2025) durch die U-Bahn-Baustelle blockiert. Entlang der Nordwestseite ist von der Ramperstorffergasse her die Zufahrt bis zum Baustellenbereich möglich. Die Sackgasse ist Wohnstraße.

## Gebäude
Der Bacherplatz ist fast durchwegs von Gebäuden aus der Entstehungszeit, d. h. dem dritten und vierten Viertel des 19. Jahrhunderts, umgeben. Ausgenommen sind lediglich Nr. 4 und 5, die nach dem Zweiten Weltkrieg errichtet wurden.

### Nr. 3
Das zweigeschoßige späthistoristische Palais eines Industriellen entstand 1882 nach Plänen des Architekten Friedrich Schachner. Die Fassade ist im Stil eines Palazzos der Hochrenaissance mit barockisierenden Details (Erker mit Haube, Parapetbalustraden) ausgeführt.

### Nr. 4
Der denkmalgeschützte Gemeindebau Eiselsberghof (nach dem Chirurgen Anton von Eiselsberg) wurde 1948–1950 errichtet; Architekt war Otto Schönthal. Die weitläufige Anlage umfasst 15 Stiegen mit insgesamt 167 Wohnungen sowie einen Kindergarten; sie reicht bis an die parallel verlaufende Siebenbrunnengasse (Nr. 34–36).

### Nr. 5
Identanschrift des 1970–1972 errichteten Gemeindebaus Spengergasse 30–32. Die Pläne stammten vom Architekten Franz Marx. 

### Nr. 10
Das späthistoristische Zinshaus in altdeutschen Formen mit Erker und Loggia entstand 1882 nach Plänen von Ludwig A. Fuchsik.

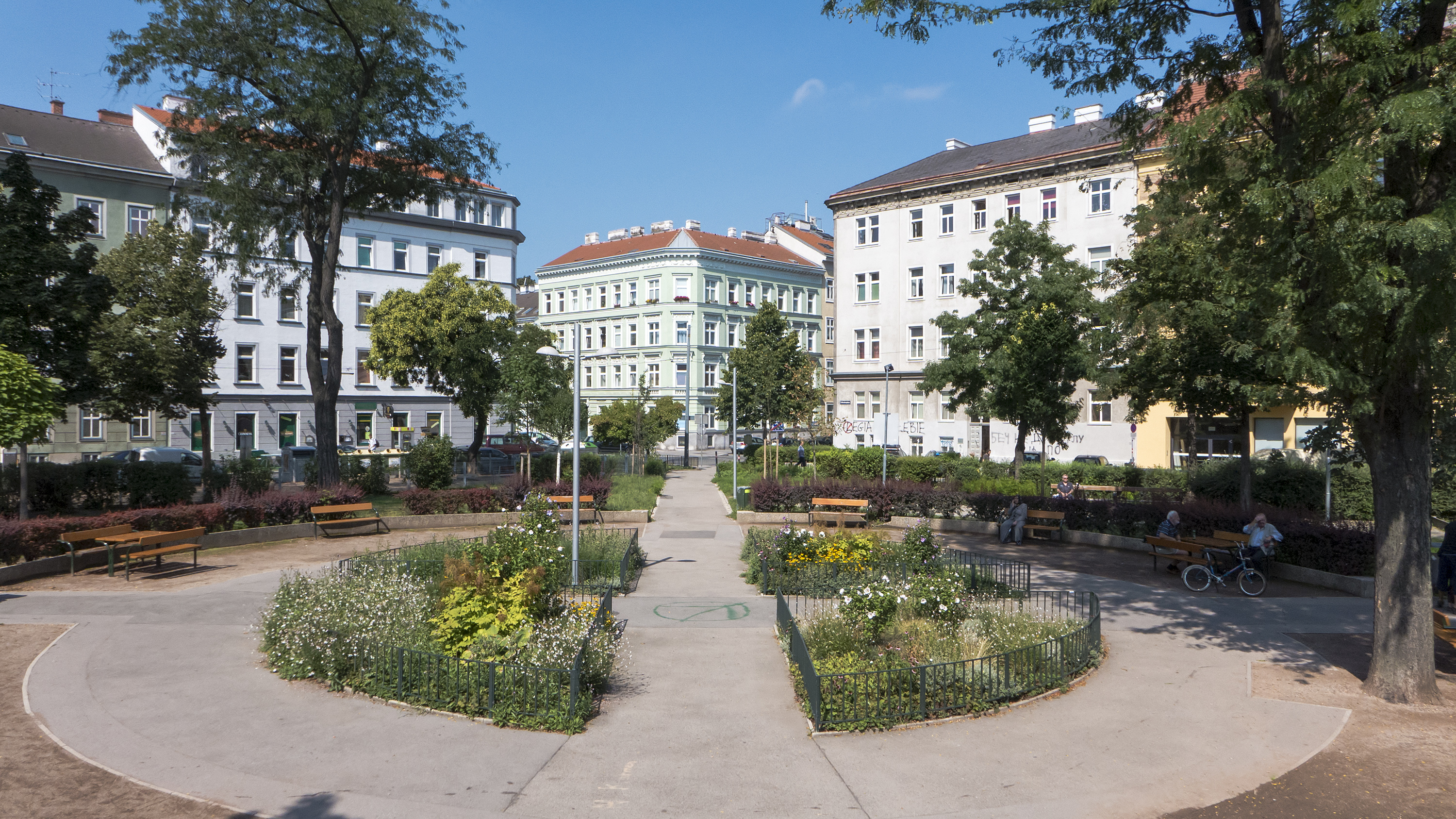
Bacherpark (2014)
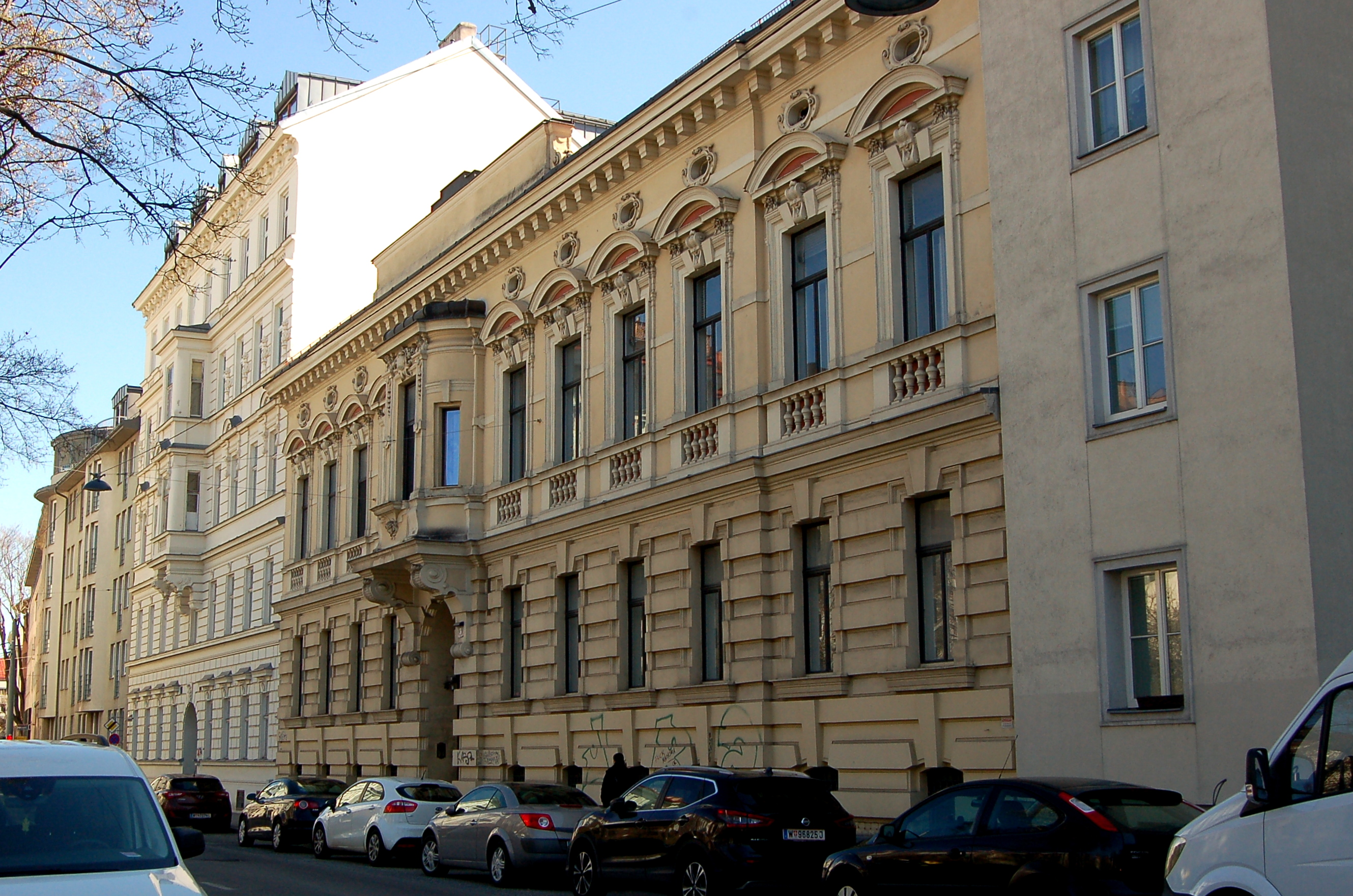
Bacherplatz 3
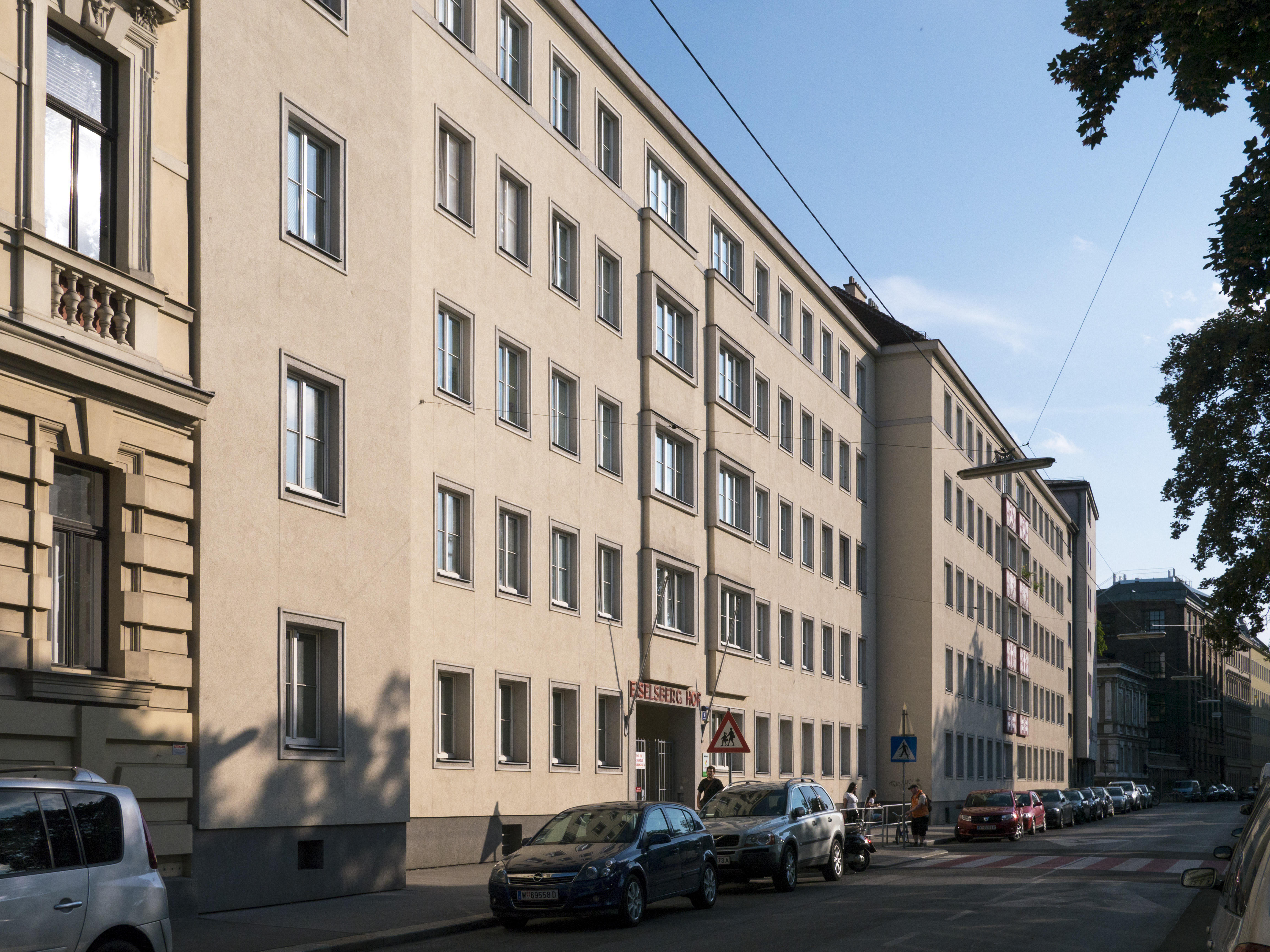
Eiselsberghof (Bacherplatz 4)
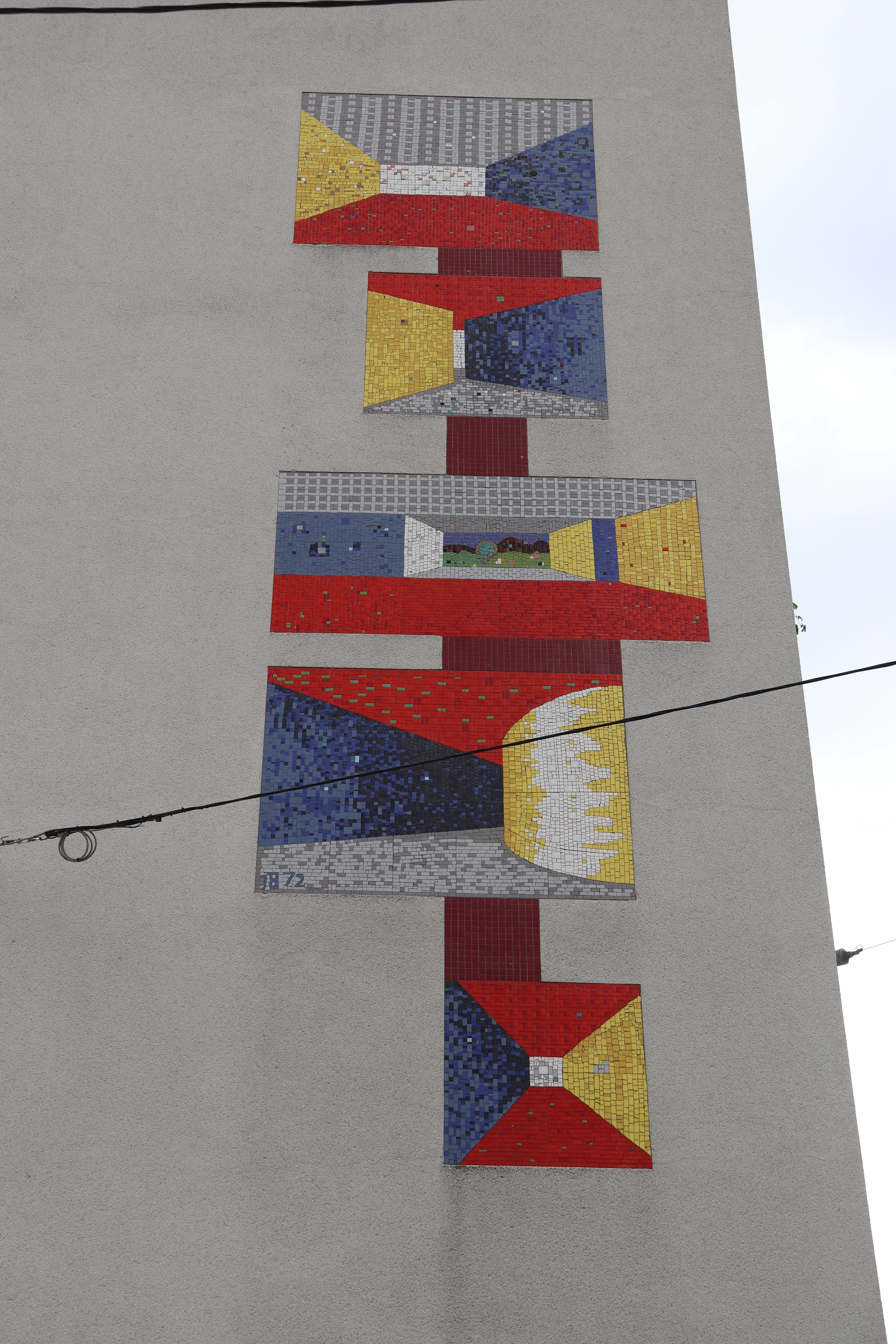
Mosaik an der Fassade Bacherplatz 5
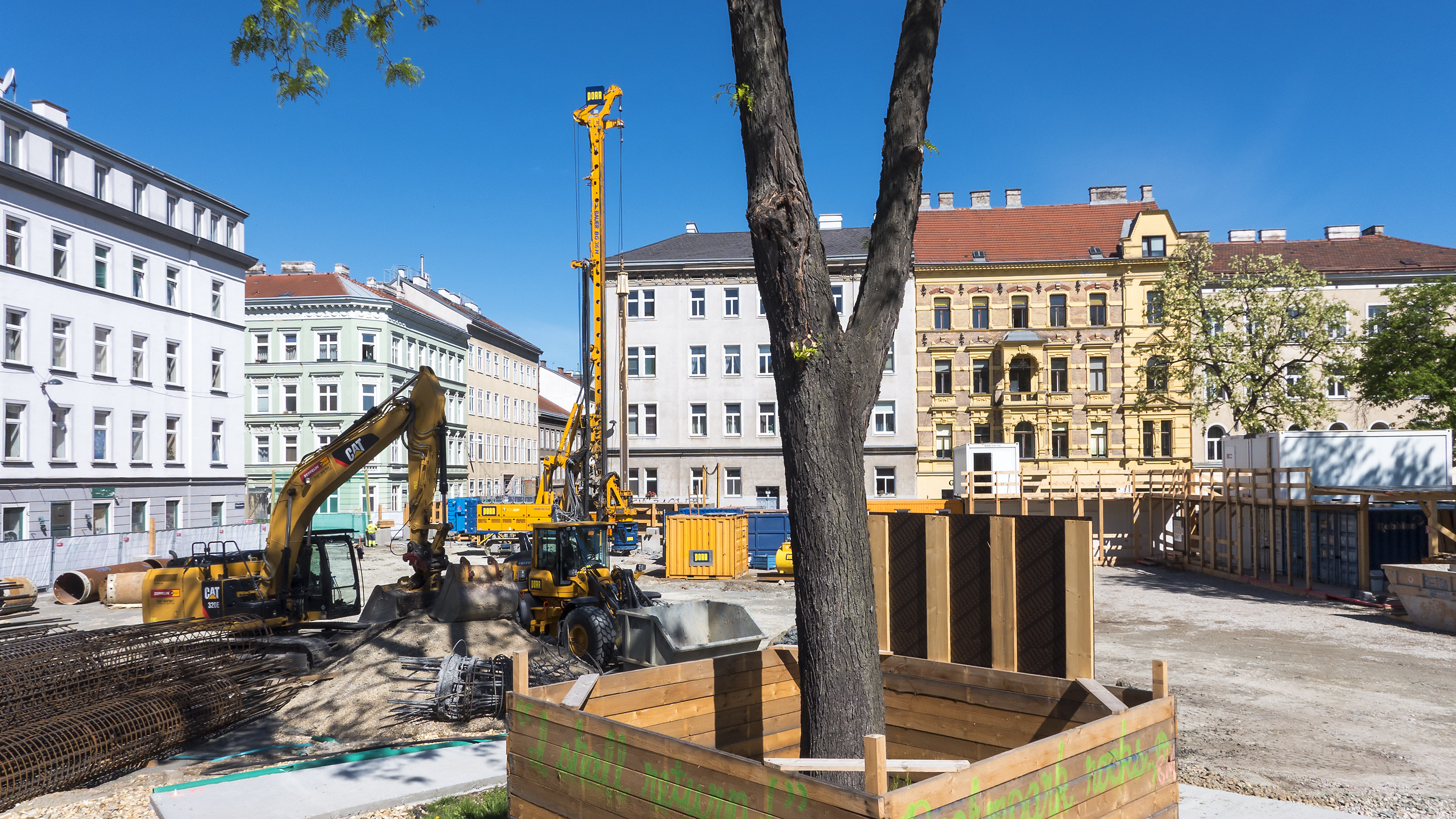
U-Bahn-Baustelle
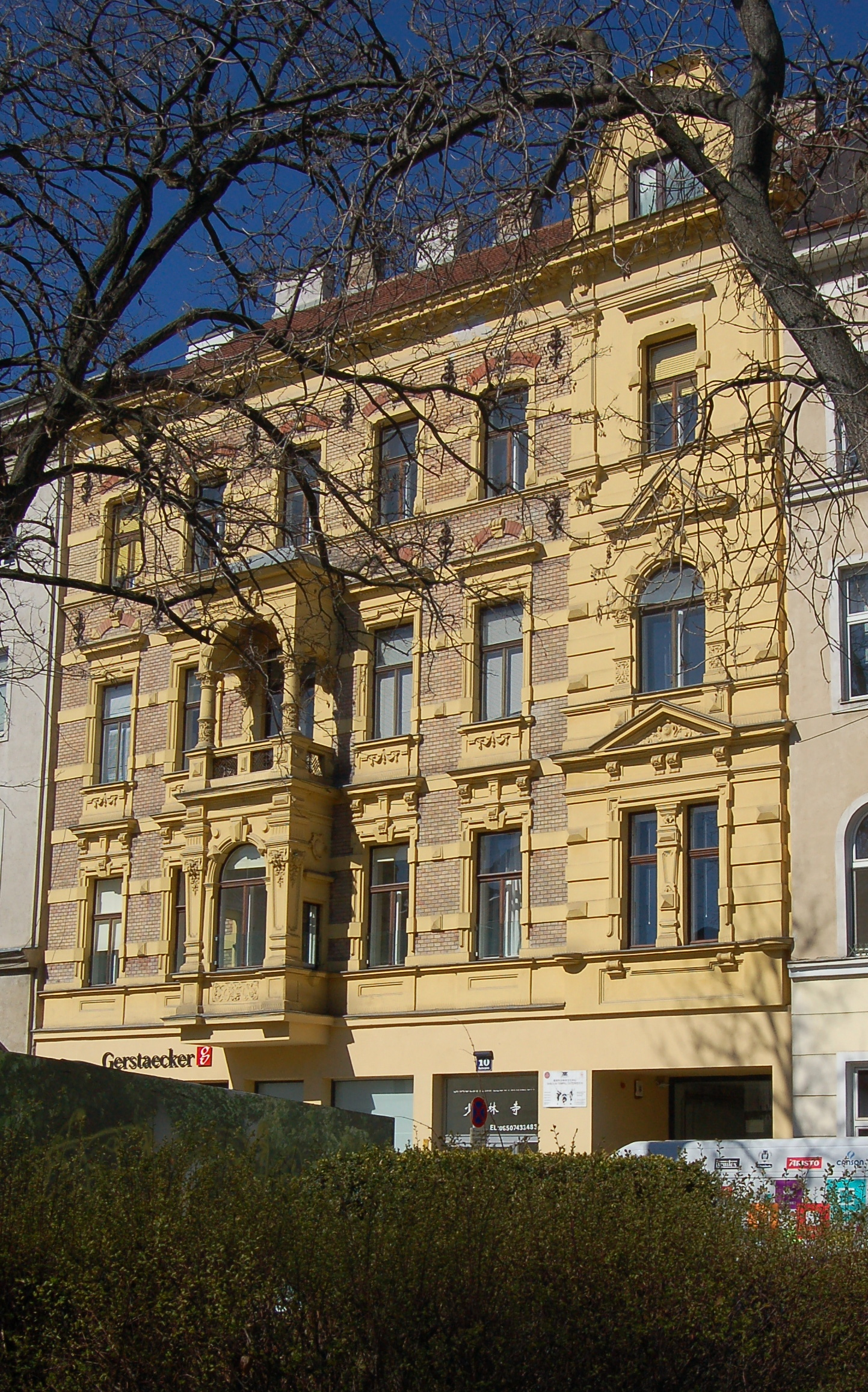
Bacherplatz 10